# Портисхед
Портисхед (англ. Portishead — pɔrtɪsˈhɛd) — прибрежный городок в устье реки Северн неподалёку от Бристоля. Входит в Северный Сомерсет. Население составляло около 22 тысяч человек, увеличившись почти на 3000 человек с 2001 года, правда, за счёт прилегающих населённых пунктов.
Портисхед известен как рыбацкий порт, который быстро разросся в XIX веке вокруг доков. В XX веке была построена электростанция и химический завод. В настоящее время доки закрыты и переоборудованы в марины.
Всемирную известность Портисхед получил благодаря одноимённой группе Portishead, лидер которой, Джефф Бэрроу жил в этом городке.
В городе расположен маяк Блэк-Нор.
1. ↑  Parish Profiles — Office for National Statistics.